# Château de la Blainie
Le château de la Blainie (par corruption Bleynie) est situé dans le Lot commune d'Albas en région Occitanie.

## Histoire
Surplombant le Lot, il est bâti vers 1865 sur un piton rocheux et au cœur du village, près de l'église, par l'Intendant général, Étienne Pagès, Inspecteur des Armées sous le Second Empire, gouverneur des États pontificaux, que le pape Pie IX, et l'Empereur Napoléon III, honorent de leur confiance. Il est inhumé dans la chapelle de sa tante, Mme Carrié, au cimetière d'Albas. 
Ce château se vend pour un « morceau de pain » à la famille Pagès du Port : Gustave Pagès du Port, maire d'Albas, s'était beaucoup endetté pour l'acquérir. Pour sauver ses biens, sa mère avait dû le faire interdire, et placer dans une maison de santé. Bien que l'on s'appliquât à cacher ces tristes événements aux albassiens, il fallut bien se décider à enregistrer la démission d'un maire qui était légalement interdit. Cette démission est donnée au début d'octobre 1901.
C'est M. Mourguès, notaire à Albas (de 1886 à 1934) et maire-adjoint (de 1888 à 1902) devenu alors maire d'Albas (de 1902 à 1919), qui acquiert lors des déboires de la famille Pagès du Port, ce château aux enchères judiciaires à Cahors pour la somme de huit mille francs, et toutes réparations faites, en devient le châtelain pour une quinzaine de mille francs. Infirme depuis quelques années, il meurt le 10 octobre 1941, âgé de 82 ans.
Jusqu'en 2005, le château est la propriété de Louis Emile Henri Mourguès (1926-2008), qui l'avait hérité de son père. 
Actuellement, le château est en possession de l'auteure culinaire néerlandaise Jolande Burg.

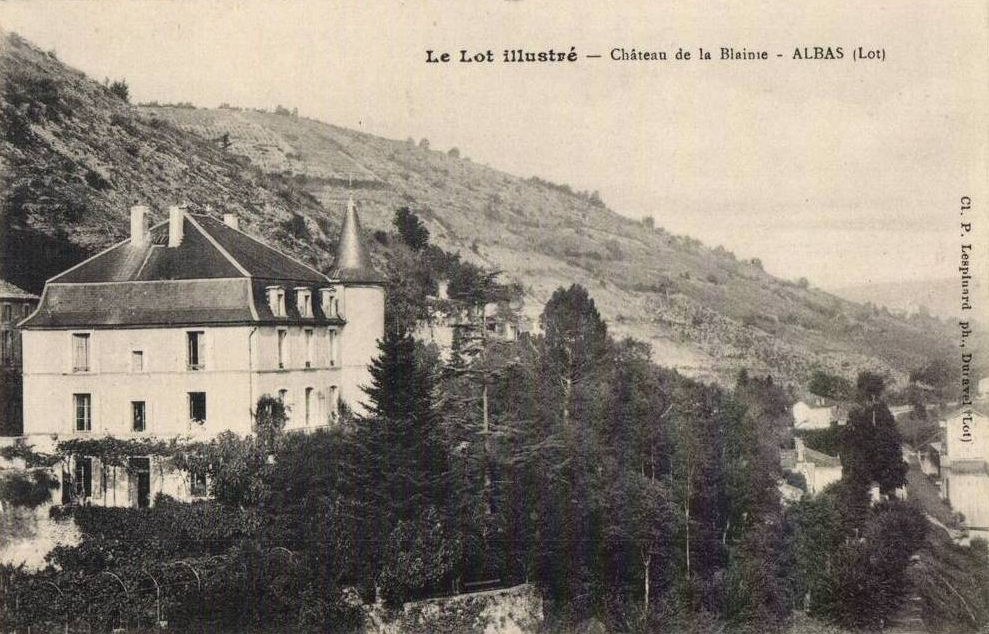
Le château de la Blainie.
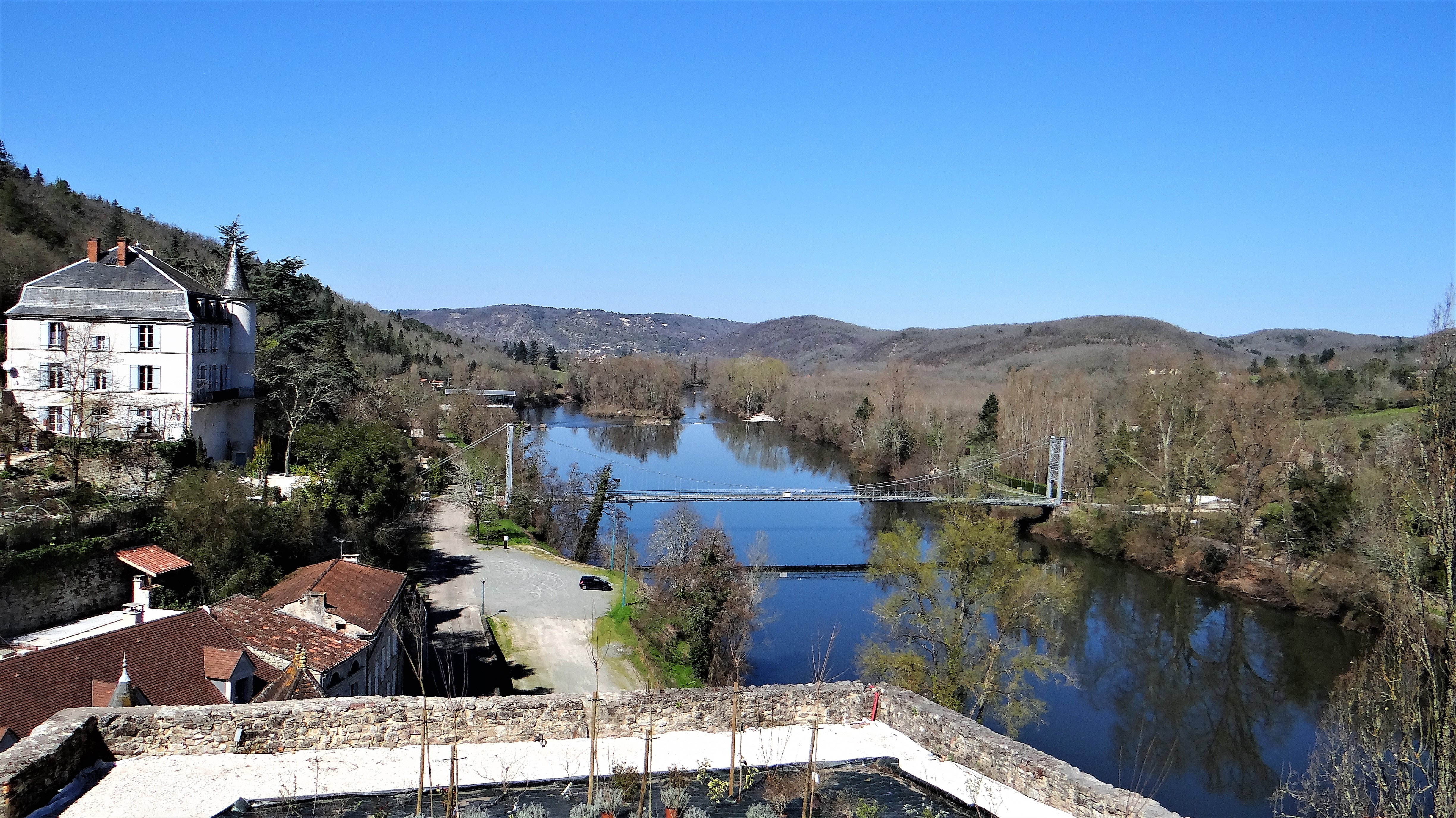
Le château de la Blainie et le pont suspendu d'Albas sur le Lot vus depuis la terrasse devant la mairie.

### articles connexes
- Albas